# Самоваров, Владимир Николаевич
Самоваров Владимир Николаевич (1946, Киев, УССР — 23 февраля 2021, Харьков, Украина) — советский, украинский физик-экспериментатор, доктор физико-математических наук, заместитель директора Физико-технического института низких температур имени Б. И. Веркина НАН Украины.

## Биография
Родился в 1946 году в Киеве. В 1968 окончил физический факультет Харьковского государственного университета, получил специальность «Радиофизика и электроника». В 1968 году был принят на должность инженера в Физико-технический институт низких температур АН УССР и до последних дней своей жизни работал в этом институте. Занимал должности младшего научного сотрудника (с 1970), старшего научного сотрудника (с 1983), заведующего отделом (с 1999), заместителя директора ФТИНТ по научной работе (с 2006), ведущего научного сотрудника (с 2014). В 1970 году защитил диссертацию на соискание ученой степени кандидата физико-математических наук по специальности «физическая электроника, в том числе квантовая». В 2001 получил степень доктора физико-математических наук по специальности «сверхпроводимость». Одновременно с научными исследованиями занимался литературным творчеством, выражая свои мысли в стихах, переводах, прозе.

## Научная деятельность
В область научных интересов Владимира Николаевича входили физика твердого тела, сверхпроводимость, физика наносистем, спектроскопия электронных возбуждений. Он автор и соавтор более 150 научных трудов. Имеет индекс Хирша h=14 (06.2021). Являлся членом редакционной коллегии международного журнала «Физика низких температур» (Low Temperature physics).

## Избранные научные труды
1. В. Н. Самоваров, В. Л. Вакула, М. Ю. Либин, Антиферромагнитные корреляции в сверхпроводящих образцах YBa2Cu3O6+x по данным оптического поглощения; сравнение с результатами нейтронных и мюонных экспериментов, ФНТ 29, 1293 (2003);
2. V.N. Samovarov, V.L. Vakula, Stripe order and pseudogap state in YBa2Cu3O6+x as seen from magnon-assisted interband absorption, Physica C433, 1 (2005);
3. A.Г. Данильченко, Ю. С. Доронин, С. И. Коваленко, В. Н. Самоваров, Обнаружение эффекта расслоения на чистые компоненты в смешанных кластерах Ar-Xe, Письма ЖЭТФ 84, 385 (2006);
4. O.G. Danylchenko, Yu.S. Doronin, S.I. Kovalenko, M.Yu. Libin, V.N. Samovarov, V.L. Vakula, Luminescence evidence for bulk and surface excitons in free xenon clusters, Phys. Rev. A 76, 043202 (2007);
5. A.Г. Данильченко, С. И. Коваленко, В. Н. Самоваров, Электронография ГЦК-ГПУ перехода в кластерах аргона при изменении их размера, ФНТ 34, 1220 (2008);
6. A.Г. Данильченко, С. И. Коваленко, В. Н. Самоваров, Наблюдение сосуществования кристаллического и жидкоподобного состояний в кластерах аргона, допированных криптоном, ФНТ 34, 1308 (2008);
7. Yu.S. Doronin, M.Yu. Libin, V.N. Samovarov, V.L. Vakula, Spectroscopic observation of (N2)2 dimers in free icosahedral N2 and Ar-N2 clusters, Phys. Rev. A 84, 023201 (2011);
8. O.G. Danylchenko, S.I. Kovalenko, O.P. Konotop, V.N. Samovarov, Composition of Ar-Kr, Kr-Xe, and N2-Ar clusters produced by supersonic expansion of gas mixtures, J. Clust. Sci. 26, 863 (2015);

## Награды
Премия им. Б. И. Веркина НАН Украины (2008). Награда НАН Украины «За профессиональные достижения» (2009).